# François de Mailly
François de Mailly (Paris, 4 de março de 1658 - Reims, 13 de setembro de 1721) foi um cardeal do século XVIII

## Biografia
Nasceu em Paris em 4 de março de 1658. De uma das famílias mais antigas da Picardia. Terceiro filho de Louis-Charles Mailly, marquês de Nesle e Montcravel, e Jeanne de Monchy.
Obteve a licenciatura em teologia em Paris; estudou na Universidade Sorbonne, Paris, obtendo um doutorado em direito.
Ordenado (nenhuma informação encontrada). Abade commendatario do mosteiro de Flavigny, 1693. Esmoleiro do rei da França, 1694. Abade commendatario do mosteiro beneditino Saint-Martin de Massay, Bourges, 695. Promovido ao episcopado por nomeação do rei da França em 24 de dezembro , 1697.
Eleito arcebispo de Arles em 7 de abril de 1698. Consagrada em 11 de maio de 1698, igreja de Saint-Victor, Paris, pelo cardeal Toussaint de Forbin-Janson, bispo de Beauvais, auxiliado por Gabriel de Roquette, bispo de Autun, e por François Chevalier de Saulx, bispo de Alès. Recebeu o pálio em 31 de julho de 1698. Participou nas Assembléias do Clero de 1705, 1707, 1711 e 1713. Transferido para a sede metropolitana de Reims, em 1º de dezembro de 1710. Recebeu o pálio em 26 de janeiro de 1711. Decididamente apoiado e aplicou a constituição apostólica Unigenitus Dei Filiusem 1713, e por isso se envolveu em disputas com o clero de sua arquidiocese, a Regência e o Parlamento. A Universidade de Reims o elegeu reitor em 1717, mas ele recusou porque a universidade não aceitava aquela constituição apostólica.
Criado cardeal sacerdote no consistório de 29 de novembro de 1719; o papa enviou-lhe o barrete vermelho com o breve apostólico de 23 de dezembro de 1719; ele nunca foi a Roma para receber o chapéu vermelho e o título. Como sua promoção não havia sido solicitada pela Regência, ele foi proibido de usar as insígnias cardinalícias; mais tarde, o regente aceitou e o novo cardeal recebeu o barrete do rei Luís XV. Abade de Saint-Etienne de Caen, 1719 (ou 1720). Por motivo de doença, não participou do conclave de 1721, que elegeu o Papa Inocêncio XIII.
Morreu em Reims em 13 de setembro de 1721, na abadia de Saint-Thierry, perto de Reims. Exposto e enterrado na catedral metropolitana de Reims; seu coração foi depositado no túmulo de seus ancestrais em Nesle. Padre Candide-Chalippe, Récollet, fez a oração fúnebre na catedral metropolitana de Reims em 19 de novembro de 1722.